# Luidia superba
Luidia superba là tên của một loài sao biển nhiệt đới thuộc họ Luidiidae. Người ta phát hiện ra một cá thể của loài này tại quần đảo Galapagos vào năm 1888. Ngoài nơi này ra thì người ta cũng không thấy chúng ở bất kỳ nơi nào cho nên nó là loài địa phương của khu vực này.

## Mô tả
Bình thường thì loài này có 5 cánh dài thuôn nhọn. Còn mẫu định danh của loài này thì có sáu cánh cho nên nó dẫn đến đến thông tin sai rằng con số cánh bình thường là 6 trong suốt nhiều năm. Tương tự như các loài cùng chi, bề mặt phía trên của nó có thì có nhiều chân kìm nhỏ, đó là một cấu trúc giống như càng của cua. Nó có màu nâu hơi xanh ở trên và có màu vàng kem ở dưới, những cái chân ống của nó thì có đầu màu cam.

## Môi trường sống
Vào ban ngày, chúng thường ở bên dưới cát. Nếu vùng cát nào đang bằng phẳng đột nhiên có chỗ nào bị lõm xuống thì có thể là sao biển này đang ở bên dưới. Năm 1977, chúng rất phổ biến ở khu vực mà chúng sinh sống với mật độ bộ 10 mét vuông thì lại có một cá thể. Nhưng gần đây do sự biến đổi khí hậu thì chúng không còn phổ biến nữa ở đảo Isabela nữa. Và cũng không biết nó còn tồn tại ở quần đảo Galapagos nữa hay không.

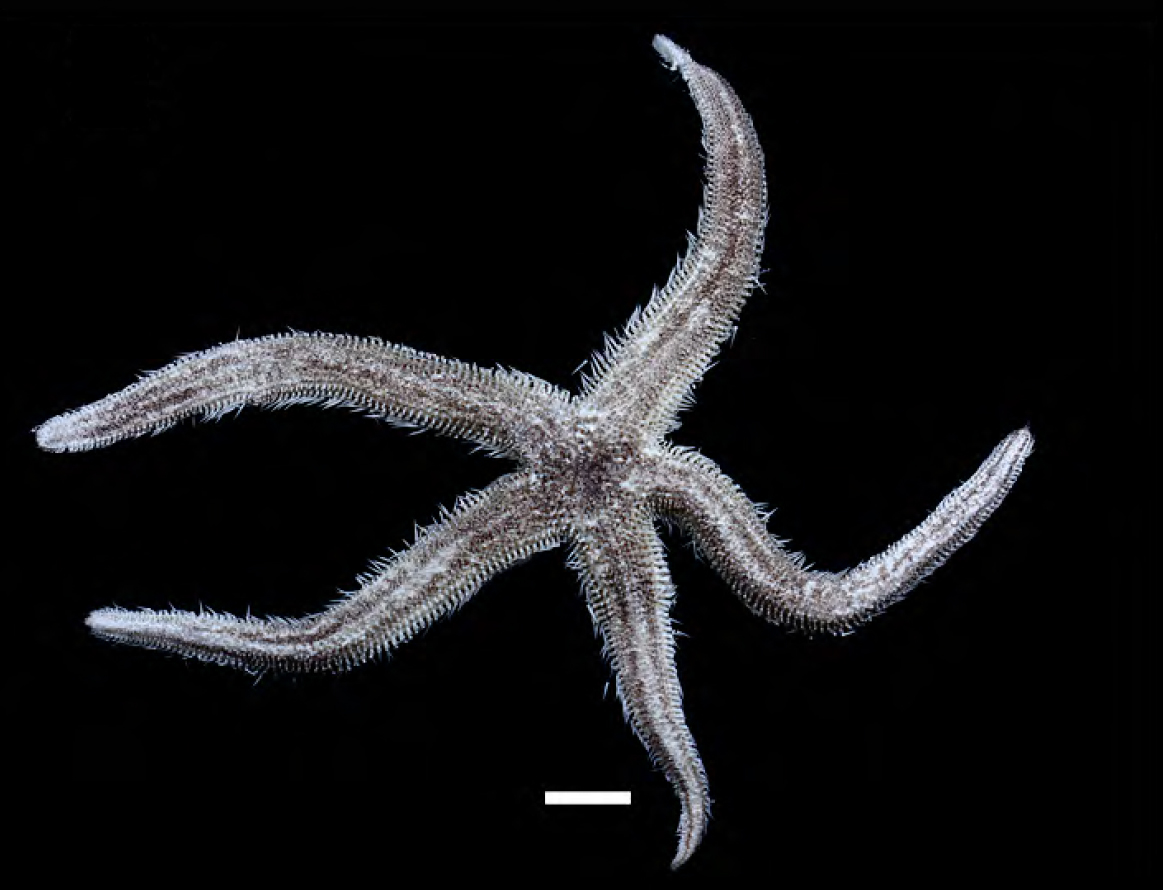

## Sinh vật học
Người ta phân tích dạ dày của ba mẫu vật lấy được từ đảo Isabela. Nhưng không may là cả ba đều trống rỗng ngoại trừ ở đó là có một vài gai của cầu gai. Có lẽ tương tự với những loài cùng chi, chúng là loài săn mồi cơ hội và là loài ăn xác chết. Các loài bà con của loài này chủ yếu là ăn các loài động vật thân mềm hai mảnh vỏ, các loài sao biển nhỏ và cầu gai.